# Emblyna stulta
Emblyna stulta är en spindelart som först beskrevs av Willis J. Gertsch och Stanley B. Mulaik 1936.  Emblyna stulta ingår i släktet Emblyna och familjen kardarspindlar. Inga underarter finns listade i Catalogue of Life.